# Hyophorbe verschaffeltii
Hyophorbe verschaffeltii, con el nombre común de palmiste marron, o "spindle palm" es una especie de palmera endémica de la isla Rodrigues, en Mauricio. Está tratada en peligro de extinción por la pérdida de hábitat. Tiene su nombre de Ambroise Verschaffelt, (1825-1886).

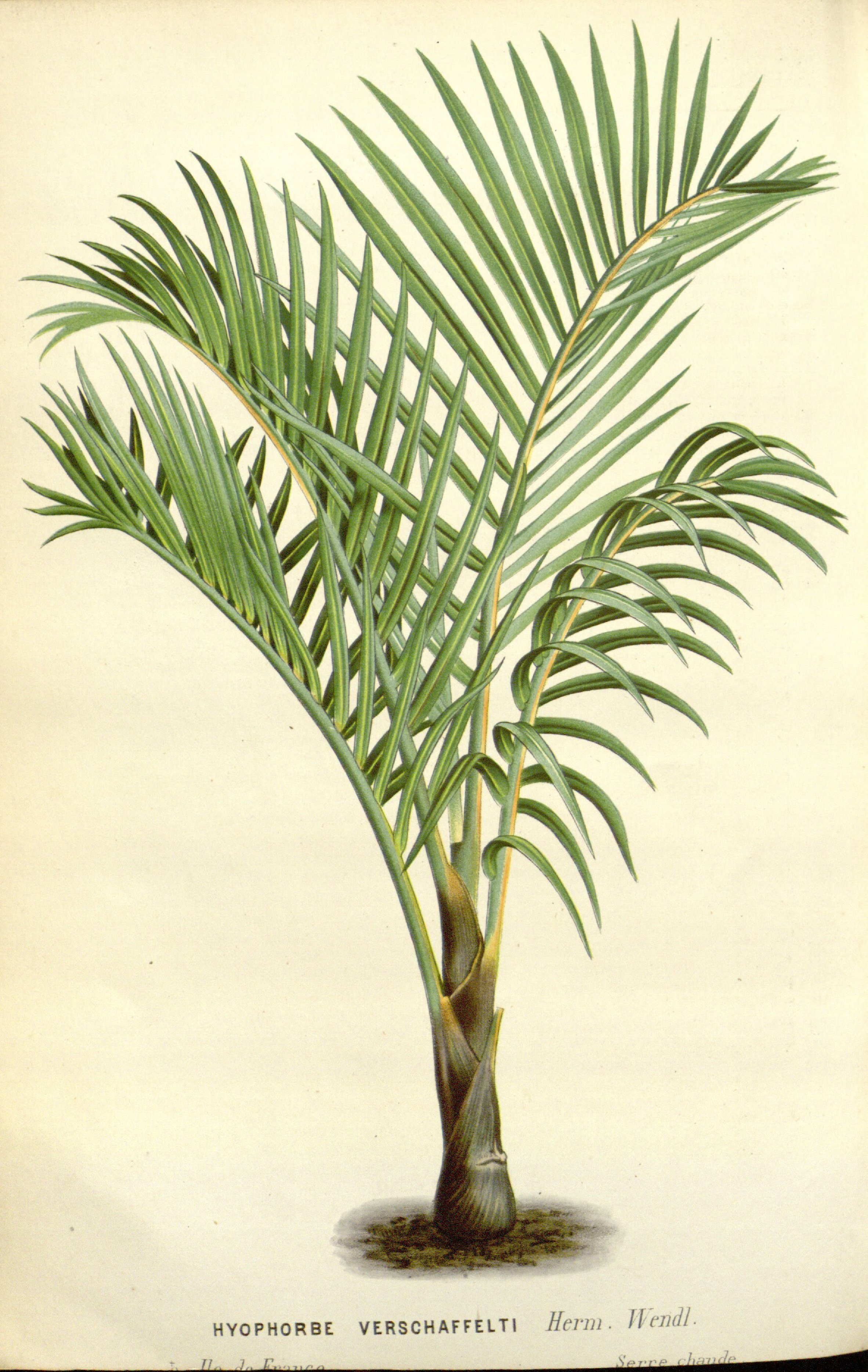
Ilustración

## Descripción
Son elegantes palmeras que son apreciadas en las zonas tropicales y subtropicales del mundo. Son palmeras bastante cortas con 8-10 hojas  algo erectas. Tienen una corona que se convierte en color gris-verde con la edad. Las inflorescencias en forma de espigas de flores salen de debajo del capitel en los especímenes maduros.
Son bastante intolerantes al frío. Se desfolian a 0 °C y pueden morir por debajo de esa temperatura. 

## Hábitat
Solo hay medio centenar de ejemplares en su hábitat natural, aunque su supervivencia como especie está garantizada debido al cultivo como planta ornamental en las zonas tropicales del planeta.

## Taxonomía
Hyophorbe verschaffeltii fue descrita por Hermann Wendland y publicado en L'illustration horticole 13: 1, t. 462. 1866.
Etimología
Hyophorbe: nombre genérico que deriva de las palabras griegas: Hys, hyos = "cerdo" y phorbe = "alimentos", en referencia a la última utilización de los frutos como alimento de cerdos.
verschaffeltii: epíteto nombrado en honor de Ambroise Colette Alexandre Verschaffelt (1825-1886), cultivador belga y fundador de la revista  L’Illustration Horticole.
Sinonimia
- Mascarena verschaffieltii (H.Wendl.) L.H.Bailey, Gentes Herb. 6: 76 (1942).
- Areca verschaffeltii Lem., Ill. Hort. 13: t. 462 (1866).[4]